# Saint-Jacques (Alpes de Alta Provenza)
 Saint-Jacques  es una población y comuna francesa, situada en la región de Provenza-Alpes-Costa Azul, departamento de Alpes de Alta Provenza, en el distrito de Digne-les-Bains y cantón de Barrême.

## Demografía
| 48 | 38 | 31 | 29 | 39 | 36 |
| Para los censos de 1962 a 1999 la población legal corresponde a la población sin duplicidades (Fuente: INSEE [Consultar]) |    |    |    |    |    |